# سابایا دل کمتات
سابایا دل کمتات (به اسپانیایی: Savallà del Comtat) یک شهرستان در اسپانیا است که در کاتالونیا واقع شده‌است.